# Kaciaryna Hanczar-Januszkiewicz
Kaciaryna Uładzimirauna Hanczar-Januszkiewicz (biał. Кацярына Уладзіміраўна Ганчар-Янушкевіч, ur. 28 marca 1987) – białoruska zapaśniczka walcząca w stylu wolnym. Piąta na mistrzostwach świata w 2015 i 2016. Wicemistrzyni Europy w 2017, dziewiąta w 2010, czternasta w 2011 roku. 
Zajęła dwunaste miejsce na igrzyskach europejskich w Baku. Piąta na igrzyskach wojskowych w 2019. Wojskowa wicemistrzyni świata w 2010, 2016 i 2017. Szósta w Pucharze Świata w 2013 i 2018 roku.